# Vito Volterra
Vito Volterra (Ancona, 3 maggio 1860 – Roma, 11 ottobre 1940) è stato un matematico, fisico, politico e antifascista italiano.
Fu uno dei principali fondatori dell'analisi funzionale e della connessa teoria delle equazioni integrali. Il suo nome è noto soprattutto per i suoi contributi alla biologia matematica.

## Biografia

### Formazione
Nato ad Ancona, allora parte dello Stato Pontificio, Volterra crebbe in una famiglia ebrea molto povera. Il padre morì nel 1862, quando Vito aveva due anni. Trascorse i primi anni a Torino, poi a Firenze, dove studiò presso la Scuola tecnica Dante Alighieri e presso l'Istituto tecnico Galileo Galilei.
Fin da giovane dimostrò una grande propensione per gli studi matematici, soprattutto nel campo della fisica matematica: a 11 anni cominciò a studiare Legendre e a 13, dopo aver letto Dalla Terra alla Luna di Jules Verne, calcolò la traiettoria di un proiettile sotto gli effetti del campo gravitazionale della Terra e della Luna.

Fu aiutato economicamente dal suo professore di fisica, Antonio Roiti, e da uno zio, l'ingegnere Edoardo Almagià, avendo come professore Giacomo Bellacchi.
Si iscrisse all'Università di Pisa nel 1878 e l'anno successivo fu ammesso alla Scuola Normale Superiore, dove conobbe Enrico Betti che divenne suo mentore e Ulisse Dini. Nel 1882 si laureò in fisica con una tesi di idrodinamica, anticipando alcuni risultati (scoperti successivamente e indipendentemente) di Stokes.

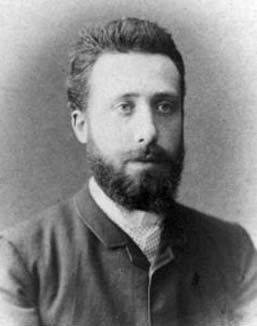
Vito Volterra in un'immagine giovanile (1890)

Nel 1883, a 23 anni, diventò professore di meccanica razionale all'Università di Pisa. Qui incominciò subito il suo sviluppo della teoria dei funzionali che lo condusse a occuparsi delle equazioni integrali e delle equazioni integro-differenziali. Nel suo discorso "In memoria di Cornelia Fabri", raccontava come nel 1887 avesse dato alla luce i suoi primi lavori sulle funzioni dipendenti da altre funzioni e le funzioni di linee. "Nel 1890 avevano già richiamato l'attenzione, ma senza essere ancora seguiti da studi originali di altri matematici. Cornelia Fabri fu la prima a dimostrare fiducia in quelle idee e alla loro importanza per il progresso della Scienza, pubblicando due Memorie intorno ad esse, a Torino e a Venezia". Il suo lavoro fu riassunto nel libro Teoria delle equazioni funzionali e delle equazioni Integrali e Integro-differenziali (1930).
Nel 1892, dopo la morte di Betti, diventò professore di meccanica alla Università di Torino. Dal 1892 al 1894 si dedicò alle equazioni alle derivate parziali e particolarmente alle equazioni delle onde cilindriche. Nel 1900 diventò professore di fisica matematica all'Università di Roma.

### Maturità
Il contesto storico e l'influenza esercitata su di lui da Enrico Betti svilupparono in Volterra un patriottismo entusiasta. Nel 1905 fu nominato senatore del Regno per i suoi meriti scientifici. In quello stesso anno cominciò a sviluppare la teoria delle dislocazioni nei cristalli, cruciale per la comprensione del comportamento dei materiali duttili. Nel 1907 fu preside della facoltà di Scienze dell'Università di Roma.
Nel 1906, a Torino, fu il commissario che presiedette alla unificazione della scuola degli artiglieri con il museo industriale, da cui nacque il Politecnico di Torino.
Nel 1908 fu tra i rifondatori della Società italiana per il progresso delle scienze, di cui fu presidente nel 1919, che nelle intenzioni non doveva avere un carattere meramente accademico, quanto più "una larga base, che possa stendere le sue radici liberamente in tutto il Paese, abbracciando tutti coloro che volonterosi amano le scienze; sia quelli che direttamente hanno ad esse portato un contributo, sia quelli che desiderano solamente impadronirsi di quello che altri hanno scoperto". e della Società italiana di fisica.
Convinto interventista, alla entrata dell'Italia nella prima guerra mondiale il cinquantacinquenne Volterra entrò nel Corpo Militare degli Ingegneri del Regio Esercito Italiano come tenente di complemento, all'interno del quale, agli ordini di Giulio Douhet, si occupò di problemi di calcolo del tiro di cannoni montati su dirigibili e dello sviluppo di dirigibili e palloni aerostatici. A lui si deve l'idea di usare per questi aeromobili l'elio inerte invece dell'idrogeno, troppo facilmente infiammabile; avvalendosi delle sue capacità di leader, si dedicò a organizzarne la produzione. Fece vari viaggi in Francia e in Inghilterra per promuovere collaborazioni scientifiche. Da un punto di vista organizzativo, promosse la costituzione, sotto la sua direzione, di un Ufficio invenzioni e ricerche presso il sottosegretariato per le armi e le munizioni. Tale ufficio continuò l'attività anche dopo la guerra e costituì la base per la costituzione del CNR, di cui fu il fondatore e il primo presidente.
Alla fine della prima guerra mondiale, Volterra si rivolse alle applicazioni delle sue idee matematiche alla biologia, riprendendo e sviluppando il lavoro di Pierre François Verhulst e ispirandosi anche alle ricerche sperimentali dello zoologo Umberto D'Ancona, suo genero. Il suo risultato più famoso di questo periodo riguarda le equazioni riguardanti il problema preda-predatore, ora note come equazioni di Volterra-Lotka, inaugurando la nuova branca della matematica biologica.
Nel 1897 fondò la Società italiana di fisica; nel 1916 divenne il primo presidente dell'Associazione Italiana per l'Intesa Intellettuale fra i Paesi Alleati e Amici.
Dal 1919 al 1920 fu presidente dell'Accademia Nazionale delle Scienze (detta dei XL). Dal 1921 fino alla morte fu presidente del Bureau International des Poids et Mesures, di cui fece edificare la sede a Sèvres. Nel 1920 fu nominato vicepresidente dell'Accademia dei Lincei.

### Opposizione al regime
Nel novembre 1922 prese avvio il regime fascista di Benito Mussolini e in Senato Volterra si schierò contro il suo governo e in particolare contro la riforma Gentile della scuola. Nel 1923 divenne presidente dell'Accademia dei Lincei, fino al giugno 1926. Fin dall'immediato dopoguerra si era attivato per la costituzione di un organismo italiano collegato al Consiglio Internazionale delle Ricerche, di cui era vicepresidente; questi sforzi si concretizzarono nel 1923 con il decreto di istituzione del Consiglio Nazionale delle Ricerche. Il 12 dicembre dello stesso anno Volterra fu designato presidente del nuovo organismo, incarico che mantenne fino al 14 luglio 1927, sostituito da Guglielmo Marconi.
Nel 1925 fu tra i firmatari del Manifesto degli intellettuali antifascisti di Benedetto Croce. Nel dicembre 1931 fu uno dei pochi professori universitari (solamente dodici in tutta Italia) a rifiutarsi di prestare il giuramento di fedeltà al fascismo. Fu quindi costretto a lasciare la cattedra di Fisica matematica all'università e nel 1934 decadde anche dall'Accademia dei Lincei per un identico rifiuto. Nel 1936, su iniziativa di padre Agostino Gemelli, fu nominato membro della Pontificia Accademia delle Scienze, l'unica che poi tenne una commemorazione funebre ufficiale alla quale potesse partecipare la famiglia dello scienziato.
Negli anni successivi visse prevalentemente a Parigi e in Spagna. Nel 1938 l'Università di St. Andrews in Scozia gli offrì un titolo onorifico, ma per ragioni di salute non poté andare a riceverlo. Ritornò a Roma solo poco prima di morire; rimase comunque senatore fino alla morte avvenuta nel 1940, poiché «quella che fu paradossalmente chiamata "discriminazione regia" esentò i senatori ebrei dalle misure delle leggi razziali del 1938». Va ricordato, relativamente alla morte di Volterra, come «la sua particolare condizione di oppositore politico e membro al tempo stesso della comunità ebraica l'avessero sostanzialmente reso, nonostante i suoi indubbi meriti scientifici, un emarginato nel panorama italiano. Pertanto a differenza di altri suoi contemporanei (ad esempio Guglielmo Marconi) alla notizia della sua morte non fu dato particolare risalto sulla stampa, non vennero tenute celebrazioni particolari da parte delle Accademie e degli enti di cui era stato socio o fondatore, e logicamente non ebbe funerali di stato. L'unica accademia che tenne una orazione commemorativa in suo onore, per voce di Carlo Somigliana, fu la Pontificia Accademia delle Scienze».
L'epitaffio che scrisse per sé fu: "Muoiono gli imperi, ma i teoremi di Euclide conservano eterna giovinezza".
É sepolto nel cimitero di Ariccia (Roma).
Judith Goodstein, autrice di una sua biografia, commentandone le vicende personali afferma che la sua vita "esemplifica l'ascesa della matematica italiana dopo l'unificazione del Paese, la sua rilevanza nel primo quarto del XX secolo, e il suo precipitoso declino sotto Mussolini… L'ascesa come una meteora e la tragica caduta di Volterra e della sua cerchia costituiscono una lente attraverso la quale è possibile esaminare nei più minuti dettagli le sorti della scienza italiana in un periodo scientificamente epico".

## Vita privata
Vito sposò Virginia Almagià l’11 luglio 1900 e si stabilirono a Roma nel palazzo Fiano Almagià. Dal matrimonio nacquero sei figli: Luigi (1901), morto poco dopo la nascita, Luisa (1902), Edoardo (1904), Enrico (1905) e Gustavo (1906), scomparso anch’egli in tenera età e seguito da un altro Gustavo (1909).

## Galleria d'immagini

## Opere
- Leçons sur les équations intégrales et les équations intégro-différentielles professées à la Faculté des sciences de Rome en 1910 publiées par M. Tomassetti et F.-S. Zarlatti. (in francese, Parigi, Gauthier-Villars, 1913)
- Leçons sur les fonctions de lignes. professées à la Sorbonne en 1912. Recueillies et redigées par Joseph Pérès. (in francese, Parigi, Gauthier-Villars 1913)
- The Theory Of Permutable Functions  (in inglese, Princeton University Press, 1915)
- Sur quelques progrès récents de la physique mathématique Lezioni al dipartimento di fisica per il ventesimo anniversario de l'Universita Clark (Stati Uniti) editore: Clark University, Worcester, 1912

## Intitolazioni
- A Volterra è dedicato il Dipartimento di Matematica dell'Università Politecnica delle Marche.
- A Volterra è dedicato il cratere lunare Volterra.
- A Volterra è dedicato l'asteroide 14072 Volterra.
- A Volterra è co-intitolato l'istituto di istruzione superiore Volterra-Elia di Ancona, sua città natale; inoltre scuole intitolate allo scienziato si trovano a: Ciampino (liceo scientifico), San Donà di Piave (Istituto tecnico industriale), Ariccia (scuola media), Fabriano-Sassoferrato (liceo scientifico).
- A Vito Volterra sono intitolate vie ad Albano Laziale, ad Ancona, ad Ariccia, a Sutri, a Bologna, a Fano, a Padova e a Roma.
- A Vito Volterra il CNR ha intitolato il piazzale al centro dell'Area della Ricerca di Pisa.
- L'Università Tor Vergata di Roma, nel 1988, ha fondato il Centro Vito Volterra, con lo scopo di favorire la ricerca interdisciplinare e il dialogo fra ricerca pura e applicata; queste infatti furono le direttrici fondamentali dell'opera di Volterra.
- L'Università Sapienza di Roma, il 19 gennaio 2024, rinomina una delle aule del Dipartimento di Matematica in suo onore.